# Колесо фургона
«Колесо фургона» (англ. Wagon Wheels) — американський пригодницький вестерн режисера Чарльза Бартона 1934 року.

## Сюжет
Бельмет, Берч і О'Лірі очолюють караван фургонів, що йде на Захід. Негідник Мердок за допомогою індіанців намагається їм перешкодити. Поселенці відбивають перший напад і досягають підніжжя гір, але караван стає занадто вразливим при переправі через річку. Мердок направляє індіанців на вирішальну атаку, і поселенці повинні боротися за своє виживання.

## У ролях
- Рендольф Скотт — Клінт Бельмет
- Гейл Патрік — Ненсі Веллінгтон
- Біллі Лі — Сонні Веллінгтон
- Монте Блу — Кеннет Мердок
- Реймонд Гаттон — Джим Берч
- Жан Дагган — Еббі Мастерс
- Лейла Беннетт — Гетті Мастерс
- Олін Говлін — Білл О'Лірі